# نادي رادنيك بيلينا
نادي رادنيك بيلينا لكرة القدم (Fudbalski klub Radnik Bijeljina) هو نادي كرة قدم من البوسنة والهرسك، تأسس سنة 1945.

## وصلات خارجية
- الموقع الرسمي